# Ukanc
Ukanc este o localitate din comuna Bohinj, Slovenia, cu o populație de 41 de locuitori.